# Chaerophyllum khorossanicum
Chaerophyllum khorossanicum là một loài thực vật có hoa trong họ Hoa tán. Loài này được Czerniak. ex Schischk. mô tả khoa học đầu tiên năm 1950.